# Robinsonia
Robinsonia là một chi thực vật có hoa trong họ Cúc (Asteraceae).

## Loài
Chi Robinsonia gồm các loài: